# JR 게이트 타워
JR 게이트 타워(일본어: JRゲートタワー)는 일본 나고야에 위치한 마천루다.

## 같이 보기
- 일본의 마천루 목록
- 나고야시의 마천루 목록